# Maurice 'Rocket' Richard Trophy
Det såkaldte Maurice 'Rocket' Richard Trophy tildeles årligt den spiller i National Hockey League der scorer flest mål i grundspillet. Det blev doneret til NHL af Montreal Canadiens i sæsonen 1998-99.

## Historie
Trofæet er navngivet efter Montreal Canadiens højre wing Maurice "Rocket" Richard. Richard blev i fem sæsoner den mest scorende spiller i NHL. I sæsonen 1944-45 blev Richard den første spiller der scorede 50 mål i en enkelt sæson.

## Vindere af Maurice 'Rocket' Richard Trophy
| Sæson   | Vinder                                 | Hold                                                   | Mål                     |
| ------- | -------------------------------------- | ------------------------------------------------------ | ----------------------- |
| 2007-08 | Alexander Ovechkin                     | Washington Capitals                                    | 65                      |
| 2006-07 | Vincent Lecavalier                     | Tampa Bay Lightning                                    | 52                      |
| 2005-06 | Jonathan Cheechoo                      | San Jose Sharks                                        | 56                      |
| 2004-05 | Ikke uddelt pga lockout                | Ikke uddelt pga lockout                                | Ikke uddelt pga lockout |
| 2003-04 | Jarome Iginla Ilya Kovalchuk Rick Nash | Calgary Flames Atlanta Thrashers Columbus Blue Jackets | 41                      |
| 2002-03 | Milan Hejduk                           | Colorado Avalanche                                     | 50                      |
| 2001-02 | Jarome Iginla                          | Calgary Flames                                         | 52                      |
| 2000-01 | Pavel Bure                             | Florida Panthers                                       | 59                      |
| 1999-00 | Pavel Bure                             | Florida Panthers                                       | 58                      |
| 1998-99 | Teemu Selänne                          | Mighty Ducks of Anaheim                                | 47                      |

## Flest mål i en sæson (før indførelsen af Maurice 'Rocket' Richard Trophy)
| Sæson   | Vinder                                     | Hold                                              | Mål |
| ------- | ------------------------------------------ | ------------------------------------------------- | --- |
| 1997-98 | Peter Bondra Teemu Selänne                 | Washington Capitals Mighty Ducks of Anaheim       | 52  |
| 1996-97 | Keith Tkachuk                              | Phoenix Coyotes                                   | 52  |
| 1995-96 | Mario Lemieux                              | Pittsburgh Penguins                               | 69  |
| 1994-95 | Peter Bondra                               | Washington Capitals                               | 34  |
| 1993-94 | Pavel Bure                                 | Vancouver Canucks                                 | 60  |
| 1992-93 | Alexander Mogilny Teemu Selänne            | Buffalo Sabres Winnipeg Jets                      | 76  |
| 1991-92 | Brett Hull                                 | St. Louis Blues                                   | 70  |
| 1990-91 | Brett Hull                                 | St. Louis Blues                                   | 86  |
| 1989-90 | Brett Hull                                 | St. Louis Blues                                   | 72  |
| 1988-89 | Mario Lemieux                              | Pittsburgh Penguins                               | 85  |
| 1987-88 | Mario Lemieux                              | Pittsburgh Penguins                               | 70  |
| 1986-87 | Wayne Gretzky                              | Edmonton Oilers                                   | 62  |
| 1985-86 | Jari Kurri                                 | Edmonton Oilers                                   | 68  |
| 1984-85 | Wayne Gretzky                              | Edmonton Oilers                                   | 73  |
| 1983-84 | Wayne Gretzky                              | Edmonton Oilers                                   | 87  |
| 1982-83 | Wayne Gretzky                              | Edmonton Oilers                                   | 71  |
| 1981-82 | Wayne Gretzky                              | Edmonton Oilers                                   | 92  |
| 1980-81 | Mike Bossy                                 | New York Islanders                                | 68  |
| 1979-80 | Blaine Stoughton Charlie Simmer Danny Gare | Hartford Whalers Los Angeles Kings Buffalo Sabres | 56  |
| 1978-79 | Mike Bossy                                 | New York Islanders                                | 69  |
| 1977-78 | Guy Lafleur                                | Montreal Canadiens                                | 60  |
| 1976-77 | Steve Shutt                                | Montreal Canadiens                                | 60  |
| 1975-76 | Reggie Leach                               | Philadelphia Flyers                               | 61  |
| 1974-75 | Phil Esposito                              | Boston Bruins                                     | 61  |
| 1973-74 | Phil Esposito                              | Boston Bruins                                     | 68  |
| 1972-73 | Phil Esposito                              | Boston Bruins                                     | 55  |
| 1971-72 | Phil Esposito                              | Boston Bruins                                     | 66  |
| 1970-71 | Phil Esposito                              | Boston Bruins                                     | 76  |
| 1969-70 | Phil Esposito                              | Boston Bruins                                     | 43  |
| 1968-69 | Bobby Hull                                 | Chicago Black Hawks                               | 58  |
| 1967-68 | Bobby Hull                                 | Chicago Black Hawks                               | 44  |
| 1966-67 | Bobby Hull                                 | Chicago Black Hawks                               | 52  |
| 1965-66 | Bobby Hull                                 | Chicago Black Hawks                               | 54  |
| 1964-65 | Norm Ullman                                | Detroit Red Wings                                 | 42  |
| 1963-64 | Bobby Hull                                 | Chicago Black Hawks                               | 43  |
| 1962-63 | Gordie Howe                                | Detroit Red Wings                                 | 38  |
| 1961-62 | Bobby Hull                                 | Chicago Black Hawks                               | 50  |
| 1960-61 | Bernard Geoffrion                          | Montreal Canadiens                                | 50  |
| 1959-60 | Bronco Horvath Bobby Hull                  | Boston Bruins Chicago Black Hawks                 | 39  |
| 1958-59 | Jean Beliveau                              | Montreal Canadiens                                | 45  |
| 1957-58 | Dickie Moore                               | Montreal Canadiens                                | 36  |
| 1956-57 | Gordie Howe                                | Detroit Red Wings                                 | 44  |
| 1955-56 | Jean Beliveau                              | Montreal Canadiens                                | 47  |
| 1954-55 | Maurice Richard Bernard Geoffrion          | Montreal Canadiens                                | 38  |
| 1953-54 | Maurice Richard                            | Montreal Canadiens                                | 37  |
| 1952-53 | Gordie Howe                                | Detroit Red Wings                                 | 49  |
| 1951-52 | Gordie Howe                                | Detroit Red Wings                                 | 47  |
| 1950-51 | Gordie Howe                                | Detroit Red Wings                                 | 43  |
| 1949-50 | Maurice Richard                            | Montreal Canadiens                                | 43  |
| 1948-49 | Sid Abel                                   | Detroit Red Wings                                 | 28  |
| 1947-48 | Ted Lindsay                                | Detroit Red Wings                                 | 33  |
| 1946-47 | Maurice Richard                            | Montreal Canadiens                                | 45  |
| 1945-46 | Gaye Stewart                               | Toronto Maple Leafs                               | 37  |
| 1944-45 | Maurice Richard                            | Montreal Canadiens                                | 50  |
| 1943-44 | Doug Bentley                               | Chicago Black Hawks                               | 38  |
| 1942-43 | Doug Bentley                               | Chicago Black Hawks                               | 33  |
| 1941-42 | Lynn Patrick                               | New York Rangers                                  | 32  |
| 1940-41 | Bryan Hextall                              | New York Rangers                                  | 26  |
| 1939-40 | Bryan Hextall                              | New York Rangers                                  | 24  |
| 1938-39 | Roy Conacher                               | Boston Bruins                                     | 26  |
| 1937-38 | Gordie Drillon                             | Toronto Maple Leafs                               | 26  |
| 1936-37 | Larry Aurie Nels Stewart                   | Detroit Red Wings New York Americans              | 23  |
| 1935-36 | Bill Thoms Charlie Conacher                | Toronto Maple Leafs                               | 23  |
| 1934-35 | Charlie Conacher                           | Toronto Maple Leafs                               | 36  |
| 1933-34 | Charlie Conacher                           | Toronto Maple Leafs                               | 32  |
| 1932-33 | Bill Cook                                  | New York Rangers                                  | 28  |
| 1931-32 | Charlie Conacher                           | Toronto Maple Leafs                               | 34  |
| 1930-31 | Charlie Conacher                           | Toronto Maple Leafs                               | 31  |
| 1929-30 | Ralph Weiland                              | Boston Bruins                                     | 43  |
| 1928-29 | Ace Bailey                                 | Toronto Maple Leafs                               | 22  |
| 1927-28 | Howie Morenz                               | Montreal Canadiens                                | 33  |
| 1926-27 | Bill Cook                                  | New York Rangers                                  | 33  |
| 1925-26 | Nels Stewart                               | Montreal Maroons                                  | 34  |
| 1924-25 | Cecil Dye                                  | Toronto St. Pats                                  | 38  |
| 1923-24 | Cy Denneny                                 | Ottawa Senators                                   | 22  |
| 1922-23 | Cecil Dye                                  | Toronto St. Pats                                  | 26  |
| 1921-22 | Harry Broadbent                            | Ottawa Senators                                   | 32  |
| 1920-21 | Cecil Dye                                  | Toronto St. Patricks                              | 35  |
| 1919-20 | Joe Malone                                 | Quebec Bulldogs                                   | 39  |
| 1918-19 | Newsy Lalonde Odie Cleghorn                | Montreal Canadiens                                | 23  |
| 1917-18 | Joe Malone                                 | Montreal Canadiens                                | 44  |